# Doublovičky
Doublovičky jsou malá vesnice, část obce Jesenice v okrese Příbram ve Středočeském kraji. Nachází se asi jeden kilometr jižně od Jesenice. Vesnicí prochází silnice II/120. Je zde evidováno 12 adres. V roce 2011 zde trvale žilo 42 obyvatel.
Doublovičky leží v katastrálním území Jesenice u Sedlčan o výměře 6,66 km².

## Historie
První písemná zmínka o vesnici pochází z roku 1398.

## Obyvatelstvo
| Rok            | 1869 | 1880 | 1890 | 1900 | 1910 | 1921 | 1930 | 1950 | 1961 | 1970 | 1980 | 1991 | 2001 | 2011 | 2021 |
| -------------- | ---- | ---- | ---- | ---- | ---- | ---- | ---- | ---- | ---- | ---- | ---- | ---- | ---- | ---- | ---- |
| Počet obyvatel | 45   | 35   | 44   | 48   | 40   | 37   | 37   | 22   | 26   | 40   | 45   | 40   | 42   | 42   | 68   |
| Počet domů     | 6    | 6    | 6    | 6    | 6    | 6    | 6    | 8    | 8    | 8    | 8    | 9    | 9    | 12   | 22   |

## Obecní správa
Při sčítání lidu v letech 1850–1929 Doublovičky byly osadou obce Nedrahovice v okrese Sedlčany. Od roku 1930 jsou částí obce Jesenice, se kterým patřily nejprve do okresu Sedlčany, ale od roku 1960 v okrese Příbram.